# Isabel Cueto
Isabel Cueto (Kehl, Alemania Federal, 3 de diciembre de 1968) es una extenista alemana, de ascendencia boliviana, se retiró en 1994 y llegó a ocupar el puesto número 20 en el ranking de la WTA.